# Дорухан Токез
Дорухан Токез (тур. Dorukhan Toköz, нар. 21 травня 1996, Ескішехір) — турецький футболіст, півзахисник клубу «Адана Демірспор».
Виступав, зокрема, за клуби «Ескішехірспор», «Бешикташ» та «Трабзонспор», а також національну збірну Туреччини.

## Клубна кар'єра
Народився 21 травня 1996 року в місті Ескішехір. Вихованець футбольної школи клубу «Ескішехірспор». Дорослу футбольну кар'єру розпочав 2016 року в основній команді того ж клубу, в якій провів два сезони, взявши участь у 57 матчах чемпіонату.  Більшість часу, проведеного у складі «Ескішехірспора», був основним гравцем команди.
До складу клубу «Бешикташ» приєднався 2018 року. Станом на 13 травня 2019 року відіграв за стамбульську команду 20 матчів в національному чемпіонаті.

## Виступи за збірні
2017–2018 років залучався до складу молодіжної збірної Туреччини. На молодіжному рівні зіграв у 13 офіційних матчах.
2019 року дебютував в офіційних матчах у складі національної збірної Туреччини.

## Статистика виступів

### Статистика клубних виступів
Станом на 2018 рік
| Сезон                     | Команда                   | Чемпіонат                 | Чемпіонат | Чемпіонат | Національний кубок | Національний кубок | Національний кубок | Континентальні кубки | Континентальні кубки | Континентальні кубки | Інші змагання | Інші змагання | Інші змагання | Усього | Усього |
| Сезон                     | Команда                   | Ліга                      | Ігор      | Голів     | Ліга               | Ігор               | Голів              | Ліга                 | Ігор                 | Голів                | Ліга          | Ігор          | Голів         | Ігор   | Голів  |
| ------------------------- | ------------------------- | ------------------------- | --------- | --------- | ------------------ | ------------------ | ------------------ | -------------------- | -------------------- | -------------------- | ------------- | ------------- | ------------- | ------ | ------ |
| 2015–16                   | «Ескішехірспор»           | СЛ                        | 4         | 0         | КТ                 | 7                  | 1                  | -                    | -                    | -                    | -             | -             | -             | 11     | 1      |
| 2016–17                   | «Ескішехірспор»           | Перша ліга                | 21+3      | 1+1       | КТ                 | 0                  | 0                  | -                    | -                    | -                    | -             | -             | -             | 24     | 2      |
| 2017–18                   | «Ескішехірспор»           | Перша ліга                | 17        | 0         | КТ                 | 0                  | 0                  | -                    | -                    | -                    | -             | -             | -             | 17     | 0      |
| Усього за «Ескішехірспор» | Усього за «Ескішехірспор» | Усього за «Ескішехірспор» | 42+3      | 1+1       |                    | 7                  | 1                  |                      | -                    | -                    |               | -             | -             | 52     | 3      |
| Усього за кар'єру         | Усього за кар'єру         | Усього за кар'єру         | 42+3      | 1+1       |                    | 7                  | 1                  |                      | -                    | -                    |               | -             | -             | 52     | 3      |

### Статистика виступів за збірну
Станом на 11 червня 2022 року
| Дата       | Місто      | Господарі  | Результат | Гості             | Турнір                                    | Голи | Примітки  |
| ---------- | ---------- | ---------- | --------- | ----------------- | ----------------------------------------- | ---- | --------- |
| 22-3-2019  | Шкодер     | Албанія    | 0 – 2     | Туреччина         | Відбір до ЧЄ 2020                         | -    | 65'       |
| 25-3-2019  | Ескішехір  | Туреччина  | 4 – 0     | Молдова           | Відбір до ЧЄ 2020                         | -    | 84'       |
| 2-6-2019   | Аланія     | Туреччина  | 2 – 0     | Узбекистан        | товариський матч                          | -    | 35' 83'   |
| 8-6-2019   | Конья      | Туреччина  | 2 – 0     | Франція           | Відбір до ЧЄ 2020                         | -    | 90'       |
| 11-6-2019  | Рейк'явік  | Ісландія   | 2 – 1     | Туреччина         | Відбір до ЧЄ 2020                         | 1    | 23' 85'   |
| 10-9-2019  | Кишинів    | Молдова    | 0 – 4     | Туреччина         | Відбір до ЧЄ 2020                         | -    | 87'       |
| 7-10-2020  | Кельн      | Німеччина  | 3 – 3     | Туреччина         | товариський матч                          | -    | 46'       |
| 11-11-2020 | Стамбул    | Туреччина  | 3 – 3     | Хорватія          | товариський матч                          | -    | 54'       |
| 31-5-2021  | Анталія    | Туреччина  | 0 – 0     | Гвінея            | товариський матч                          | -    | 65'       |
| 20-6-2021  | Баку       | Швейцарія  | 3 – 1     | Туреччина         | ЧЄ 2020 - груповий етап                   | -    | 86'       |
| 24-3-2022  | Порту      | Португалія | 3 – 1     | Туреччина         | Відбір до ЧС 2022                         | -    | 80' 90+6' |
| 29-3-2022  | Конья      | Туреччина  | 2 – 3     | Італія            | товариський матч                          | -    | 62'       |
| 4-6-2022   | Стамбул    | Туреччина  | 4 – 0     | Фарерські острови | Ліга націй УЄФА 2022—2023 - груповий етап | -    | 65'       |
| 11-6-2022  | Люксембург | Люксембург | 0 – 2     | Туреччина         | Ліга націй УЄФА 2022—2023 - груповий етап | -    | 81'       |
| Усього     |            | Матчів     | 14        |                   | Голів                                     | 1    |           |

Станом на 14 листопада 2017
| Дата       | Місто       | Господарі | Результат | Гості       | Турнір                             | Голи | Примітки |
| ---------- | ----------- | --------- | --------- | ----------- | ---------------------------------- | ---- | -------- |
| 24-3-2017  | Стамбул     | Туреччина | 1 – 1     | Україна     | Товариський матч                   | -    |          |
| 28-3-2017  | Стамбул     | Туреччина | 4 – 0     | Азербайджан | Товариський матч                   | -    |          |
| 31-8-2017  | Прага       | Чехія     | 1 – 1     | Туреччина   | Товариський матч                   | -    |          |
| 5-9-2017   | Ауд-Геверле | Бельгія   | 0 – 0     | Угорщина    | Кваліфікація молодіжного Євро-2019 | -    |          |
| 5-10-2017  | Ларнака     | Кіпр      | 2 – 1     | Туреччина   | Кваліфікація молодіжного Євро-2019 | -    | 57'      |
| 10-10-2017 | Стамбул     | Туреччина | 0 – 0     | Угорщина    | Кваліфікація молодіжного Євро-2019 | -    | 46'      |
| 14-11-2017 | Стамбул     | Туреччина | 1 – 2     | Бельгія     | Кваліфікація молодіжного Євро-2019 | -    |          |
| Усього     |             | Матчів    | 7         |             | Голів                              | 0    |          |

## Титули і досягнення
- Чемпіон Туреччини (2):

«Бешикташ»: 2020-21
«Трабзонспор»: 2021-22
- Володар Кубка Туреччини (1):

«Бешикташ»: 2020-21
- Володар Суперкубка Туреччини (1):

«Трабзонспор»: 2022